# Buchnera welwitschii
Buchnera welwitschii är en snyltrotsväxtart som beskrevs av Adolf Engler. Buchnera welwitschii ingår i släktet Buchnera och familjen snyltrotsväxter. Inga underarter finns listade i Catalogue of Life.